# Akte (document)

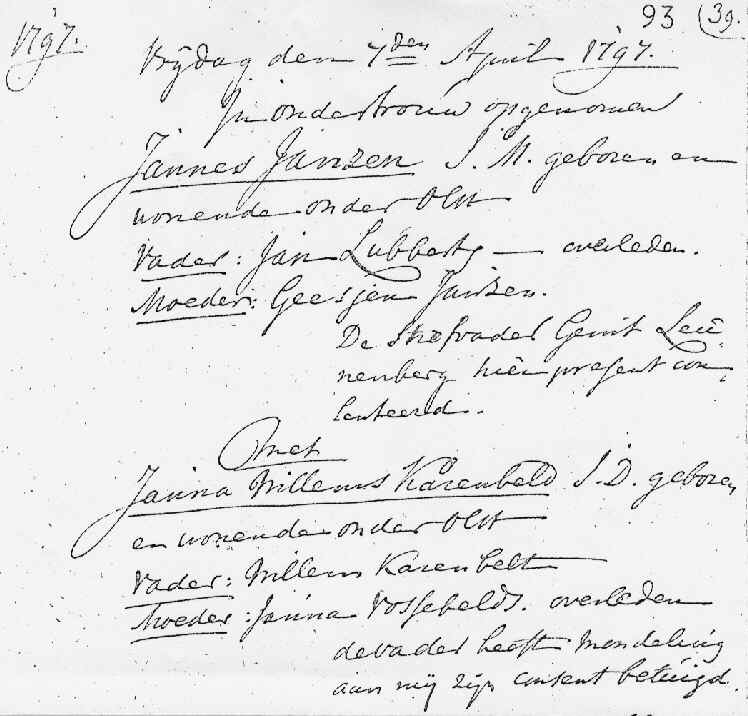
Akte van ondertrouw uit 1797 van Jannes Willighagen, Rijksarchief, Zwolle

Een akte is een officieel waardedocument en wordt enerzijds opgesteld en gewaarmerkt door een openbare ambtenaar van de burgerlijke stand, notaris of rechter en anderzijds door eenieder als een onderhandse akte.

## Diverse akten
- Authentieke akte: vervaardigd door een overheidsinstelling
- Notariële akte: vastgelegd door een Notaris
- Gerechtelijke akte: uitgevaardigd door een rechter

## Echtheidskenmerken
Om ongeautoriseerde wijzigingen van een papieren akte te bemoeilijken worden vaak echtheidskenmerken toegevoegd zoals getallen  in letters geschreven en de ruimten aan het eind van elke regel opgevuld met lijntjes. Om vervalsingen tegen te gaan wordt een akte voorzien van een of meer handtekeningen, stempel of zegels. Het ongeautoriseerd veranderen of vervalsen van een akte is strafbaar gesteld.

## Nederland

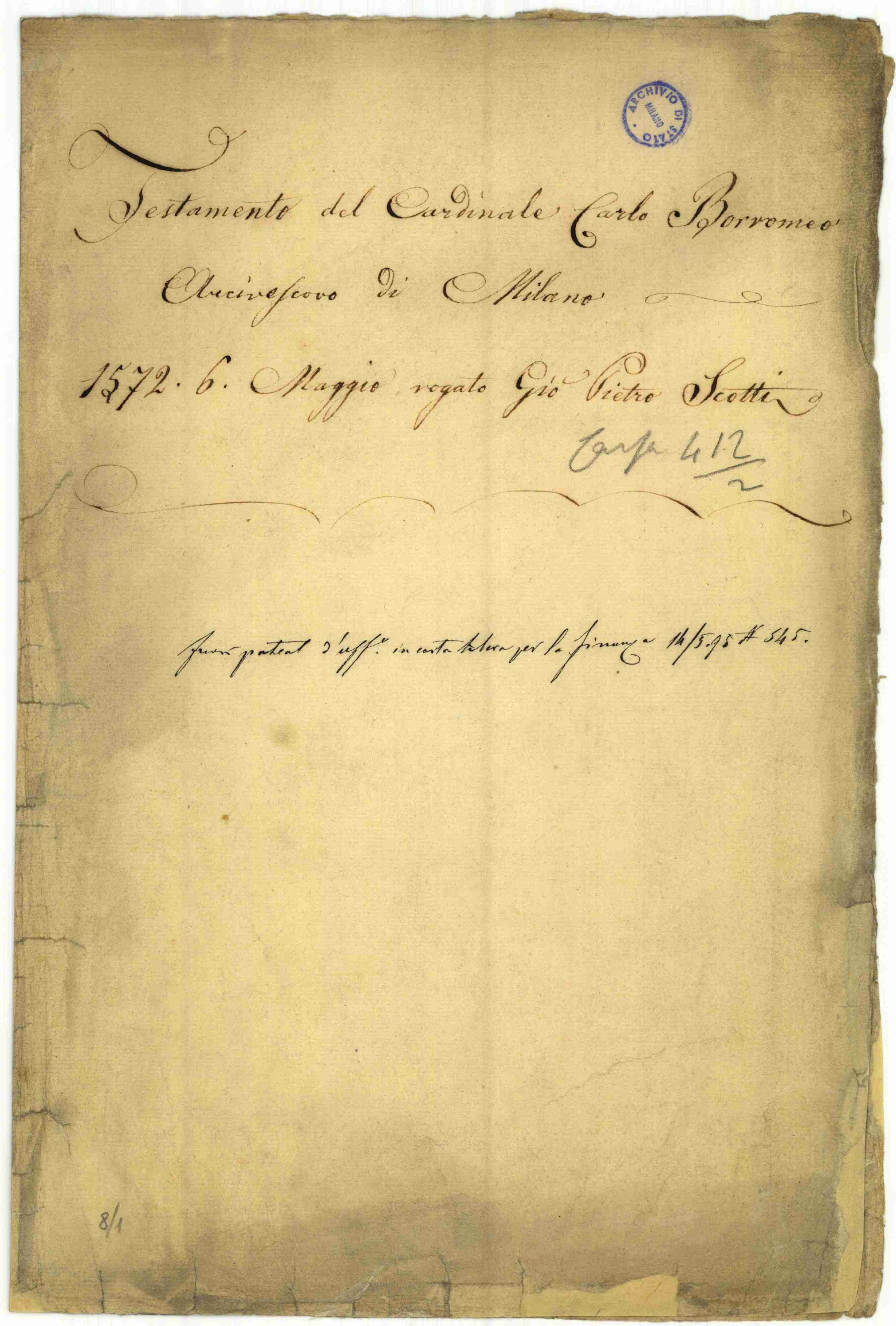
Akte van testament uit 1572 van Carlo Borromeo (Italië

Het Nederlandse Wetboek van Burgerlijke Rechtsvordering definieert een akte als: "ondertekend geschrift, bestemd om tot bewijs te dienen". In Nederland worden de begrippen 'akte', 'authentieke akte' en 'onderhandse akte' gedefinieerd in artikel 156 van het Wetboek van Burgerlijke Rechtsvordering. 
Akte vroeger

De akte met zijn juridische status is niet iets van de moderne tijd. De akte heeft een lange geschiedenis in Europa. Vroeger bestond een bezoek aan de notaris ook al. Wie iets van waarde uitleende of belangrijke afspraken maakte, ging naar de notaris of de schepen om dit te laten vastleggen. In akten werd onder meer opgetekend waaruit het huisraad bestond, wie nog geld ontvangen of juist betalen moest, wie tot exécuteur testamentaire was benoemd, de eigenaar of bezitter was van een perceel en hoeveel koeien, schapen en geiten er op stal stonden. Rijke families sloten akten over huwelijken voor hun kinderen en de voorwaarden daarvan, waaronder de erfopvolging. Afspraken op basis van een leenstelsel werden ook vaak in akten vastgehouden, zoals een benoeming tot graaf of het verlenen van stadsrechten. In de gilden werd het met goed gevolg afleggen van een examen vastgelegd om een beroep te mogen uitoefenen.
De notariële en onderhandse akte had toen ook al een juridische status, afhankelijk van het plaatselijk geldend recht. 
Akten werden bewaard voor het geval ze later als bewijs moesten dienen. Tegenwoordig bevinden deze oude akten zich in allerlei archieven, waaronder familiearchieven en  Gemeentearchieven. Zij vormen een belangrijke bron voor historici en andere onderzoekers om het reilen en zeilen van de maatschappij, het bestuur, een lokale gemeenschap, maar bijvoorbeeld ook de slavenhandel, de ontwikkeling van burgerrechten of internationale betrekkingen te onderzoeken. Om die reden zijn de archieven van de middeleeuwse Antwerpse failissementsrechter tot cultureel erfgoed verklaard. 
Naast bovengenoemde zaken werden en worden akten opgesteld voor bijvoorbeeld geboorte, huwelijk en overlijden; huwelijkse voorwaarden, uiterste wilsbeschikkingen (de akte heet testament), boedelbeschrijvingen, koop, schikkingen in een juridisch geschil, vestiging van hypotheek en schuldbekentenissen.
Als moderne akte kan het zogenaamde Non-fungible Token of NFT worden gezien waarmee op een digitale manier iets als bewijs van eigendom wordt vastgelegd.

## België
Zie artikel 8.1, 4° en 5° van het Burgerlijk Wetboek. 